# Verein für Rasensport Wormatia Worms 1963-1964
Questa voce raccoglie le informazioni riguardanti il Verein für Rasensport Wormatia Worms nelle competizioni ufficiali della stagione 1963-1964.

## Stagione
Nella stagione 1963-1964 il Wormatia, allenato da , concluse il campionato di Regionalliga sudovest al 3º posto. In Coppa di Germania il Wormatia fu eliminato al primo turno dal Hessen Kassel.

## Rosa
| N. |                     | Ruolo | Calciatore         |
| -- | ------------------- | ----- | ------------------ |
|    | Serbia (bandiera)   | P     | Srboljub Krivokuća |
|    | Croazia (bandiera)  | P     | Slavko Stojanović  |
|    | Germania (bandiera) | D     | Norbert Heß        |
|    | Germania (bandiera) | D     | Roland Pflaumer    |
|    | Germania (bandiera) | D     | Oskar Schweizer    |
|    | Germania (bandiera) | C     | Helmut Bär         |
|    | Germania (bandiera) | C     | Dieter Bedürftig   |
|    | Germania (bandiera) | C     | Klaus Gleim        |
|    | Germania (bandiera) | C     | Wilfried Lösch     |

| N. |                     | Ruolo | Calciatore          |
| -- | ------------------- | ----- | ------------------- |
|    | Germania (bandiera) | C     | Horst Schlagowski   |
|    | Germania (bandiera) | C     | Hans-Jürgen Steffen |
|    | Germania (bandiera) | C     | Alfred Weiß         |
|    | Germania (bandiera) | A     | Roland Borger       |
|    | Germania (bandiera) | A     | Lothar Buchmann     |
|    | Germania (bandiera) | A     | Dieter Kraft        |
|    | Germania (bandiera) | A     | Werner Seider       |
|    | Germania (bandiera) | A     | Günter Strebel      |
|    | Germania (bandiera) | A     | Wolfgang Wittemaier |

## Organigramma societario
Area tecnica
- Allenatore: Radoslav Momirski
- Allenatore in seconda:
- Preparatore dei portieri:
- Preparatori atletici:
- Analisi video:

## Calciomercato

### Sessione estiva
| Acquisti | Acquisti            | Acquisti                | Acquisti |
| R.       | Nome                | da                      | Modalità |
| -------- | ------------------- | ----------------------- | -------- |
| A        | Lothar Buchmann     | Eintracht Bad Kreuznach |          |
| A        | Dieter Kraft        | Eintracht Francoforte   |          |
| C        | Horst Schlagowski   | St. Pauli               |          |
| A        | Wolfgang Wittemaier | Tura Ludwigshafen       |          |

| Cessioni | Cessioni         | Cessioni            | Cessioni |
| R.       | Nome             | a                   | Modalità |
| -------- | ---------------- | ------------------- | -------- |
| A        | Harald Braner    | Kaiserslautern      |          |
| A        | Walter Dächert   | Phönix Ludwigshafen |          |
| C        | Gerhard Kirstein | Phönix Ludwigshafen |          |
| C        | Reinhold Straus  | Fortuna Düsseldorf  |          |

## Risultati

### Regionalliga

#### Girone di andata
| 4 agosto 1963 1ª giornata | Wormatia Worms | 1 – 0 | Phönix Ludwigshafen |  |

| 11 agosto 1963 2ª giornata | Weisenau | 1 – 1 | Wormatia Worms |  |

| 18 agosto 1963 3ª giornata | Wormatia Worms | 3 – 0 | Oppau |  |

| 25 agosto 1963 4ª giornata | VfR K'lautern | 0 – 1 | Wormatia Worms |  |

| 1º settembre 1963 5ª giornata | Wormatia Worms | 2 – 1 | Neuendorf |  |

| 8 settembre 1963 6ª giornata | Phönix Bellheim | 0 – 1 | Wormatia Worms |  |

| 15 settembre 1963 7ª giornata | Wormatia Worms | 2 – 1 | Saar 05 |  |

| 22 settembre 1963 8ª giornata | Eintracht Treviri | 2 – 2 | Wormatia Worms |  |

| 6 ottobre 1963 9ª giornata | Wormatia Worms | 7 – 0 | Frankenthal |  |

| 13 ottobre 1963 10ª giornata | Röchling Völklingen | 0 – 2 | Wormatia Worms |  |

| 20 ottobre 1963 11ª giornata | Magonza | 2 – 4 | Wormatia Worms |  |

| 27 ottobre 1963 12ª giornata | Wormatia Worms | 2 – 2 | Pirmasens |  |

| 3 novembre 1963 13ª giornata | Wormatia Worms | 2 – 0 | TSC Zweibrücken |  |

| 10 novembre 1963 14ª giornata | Sportfreunde 05 Saarbrücken | 1 – 1 | Wormatia Worms |  |

| 17 novembre 1963 15ª giornata | Borussia Neunkirchen | 2 – 0 | Wormatia Worms |  |

| 24 novembre 1963 16ª giornata | Wormatia Worms | 2 – 1 | Tura Ludwigshafen |  |

| 1º dicembre 1963 17ª giornata | Ludwigshafener SC | 0 – 3 | Wormatia Worms |  |

| 8 dicembre 1963 18ª giornata | Wormatia Worms | 4 – 0 | Niederlahnstein |  |

| 15 dicembre 1963 19ª giornata | Landau | 0 – 0 | Wormatia Worms |  |

#### Girone di ritorno
| 29 dicembre 1963 20ª giornata | Phönix Ludwigshafen | 1 – 3 | Wormatia Worms |  |

| 5 gennaio 1964 21ª giornata | Wormatia Worms | 6 – 2 | Weisenau |  |

| 12 gennaio 1964 22ª giornata | Oppau | 2 – 1 | Wormatia Worms |  |

| 19 gennaio 1964 23ª giornata | Wormatia Worms | 3 – 1 | VfR K'lautern |  |

| 26 gennaio 1964 24ª giornata | Neuendorf | 3 – 0 | Wormatia Worms |  |

| 2 febbraio 1964 25ª giornata | Wormatia Worms | 5 – 2 | Phönix Bellheim |  |

| 9 febbraio 1964 26ª giornata | Saar 05 | 1 – 4 | Wormatia Worms |  |

| 16 febbraio 1964 27ª giornata | Wormatia Worms | 2 – 2 | Eintracht Treviri |  |

| 23 febbraio 1964 28ª giornata | Frankenthal | 0 – 0 | Wormatia Worms |  |

| 1º marzo 1964 29ª giornata | Wormatia Worms | 1 – 1 | Röchling Völklingen |  |

| 8 marzo 1964 30ª giornata | Wormatia Worms | 2 – 1 | Magonza |  |

| 15 marzo 1964 31ª giornata | Pirmasens | 4 – 0 | Wormatia Worms |  |

| 22 marzo 1964 32ª giornata | TSC Zweibrücken | 1 – 5 | Wormatia Worms |  |

| 29 marzo 1964 33ª giornata | Wormatia Worms | 1 – 0 | Sportfreunde 05 Saarbrücken |  |

| 5 aprile 1964 34ª giornata | Wormatia Worms | 0 – 1 | Borussia Neunkirchen |  |

| 12 aprile 1964 35ª giornata | Tura Ludwigshafen | 2 – 3 | Wormatia Worms |  |

| 19 aprile 1964 36ª giornata | Wormatia Worms | 3 – 2 | Ludwigshafener SC |  |

| 26 aprile 1964 37ª giornata | Niederlahnstein | 1 – 3 | Wormatia Worms |  |

| 3 maggio 1964 38ª giornata | Wormatia Worms | 3 – 1 | Landau |  |

### Coppa di Germania
| Arbitro: | Hennig |

|                   |           |                                 |
| Buchmann 51’, 65’ | Marcatori | 36’ Assmy 62’ Becker 64’ Dittel |

## Statistiche

### Statistiche di squadra
| Competizione          | Punti | In casa | In casa | In casa | In casa | In casa | In casa | In trasferta | In trasferta | In trasferta | In trasferta | In trasferta | In trasferta | Totale | Totale | Totale | Totale | Totale | Totale | DR  |
| Competizione          | Punti | G       | V       | N       | P       | Gf      | Gs      | G            | V            | N            | P            | Gf           | Gs           | G      | V      | N      | P      | Gf     | Gs     | DR  |
| --------------------- | ----- | ------- | ------- | ------- | ------- | ------- | ------- | ------------ | ------------ | ------------ | ------------ | ------------ | ------------ | ------ | ------ | ------ | ------ | ------ | ------ | --- |
| Regionalliga sudovest | 58    | 19      | 15      | 3       | 1       | 51      | 18      | 19           | 10           | 5            | 4            | 34           | 23           | 38     | 25     | 8      | 5      | 85     | 41     | +44 |
| Coppa di Germania     | -     | 1       | 0       | 0       | 1       | 2       | 3       | 0            | 0            | 0            | 0            | 0            | 0            | 1      | 0      | 0      | 1      | 2      | 3      | -1  |
| Totale                | 58    | 20      | 15      | 3       | 2       | 53      | 21      | 19           | 10           | 5            | 4            | 34           | 23           | 39     | 25     | 8      | 6      | 87     | 44     | +43 |

### Andamento in campionato
| Giornata  | 1 | 2 | 3 | 4 | 5 | 6 | 7 | 8 | 9 | 10 | 11 | 12 | 13 | 14 | 15 | 16 | 17 | 18 | 19 | 20 | 21 | 22 | 23 | 24 | 25 | 26 | 27 | 28 | 29 | 30 | 31 | 32 | 33 | 34 | 35 | 36 | 37 | 38 |
| --------- | - | - | - | - | - | - | - | - | - | -- | -- | -- | -- | -- | -- | -- | -- | -- | -- | -- | -- | -- | -- | -- | -- | -- | -- | -- | -- | -- | -- | -- | -- | -- | -- | -- | -- | -- |
| Luogo     | C | T | C | T | C | T | C | T | C | T  | T  | C  | C  | T  | T  | C  | T  | C  | T  | T  | C  | T  | C  | T  | C  | T  | C  | T  | C  | C  | T  | T  | C  | C  | T  | C  | T  | C  |
| Risultato | V | N | V | V | V | V | V | N | V | V  | V  | N  | V  | N  | P  | V  | V  | V  | N  | V  | V  | P  | V  | P  | V  | V  | N  | N  | N  | V  | P  | V  | V  | P  | V  | V  | V  | V  |
| Posizione | 7 | 7 | 5 | 3 | 2 | 1 | 1 | 1 | 1 | 1  | 1  | 1  | 1  | 1  | 1  | 1  | 1  | 1  | 1  | 1  | 1  | 2  | 2  | 2  | 2  | 2  | 2  | 2  | 2  | 2  | 3  | 3  | 3  | 3  | 3  | 3  | 3  | 3  |

Legenda:

Luogo: C = Casa; T = Trasferta. Risultato: V = Vittoria; N = Pareggio; P = Sconfitta.

### Statistiche dei giocatori
| D. Bedürftig   | 1 | 0 | 0 | 0 |
| R. Borger      | 1 | 0 | 0 | 0 |
| L. Buchmann    | 1 | 2 | 0 | 0 |
| H. Bär         | 0 | 0 | 0 | 0 |
| K. Gleim       | 1 | 0 | 0 | 0 |
| N. Heß         | 1 | 0 | 0 | 0 |
| D. Kraft       | 0 | 0 | 0 | 0 |
| S. Krivokuća   | 0 | 0 | 0 | 0 |
| W. Lösch       | 1 | 0 | 0 | 0 |
| R. Pflaumer    | 1 | 0 | 0 | 0 |
| H. Schlagowski | 0 | 0 | 0 | 0 |
| O. Schweizer   | 0 | 0 | 0 | 0 |
| W. Seider      | 1 | 0 | 0 | 0 |
| H. Steffen     | 1 | 0 | 0 | 0 |
| S. Stojanović  | 1 | 0 | 0 | 0 |
| G. Strebel     | 0 | 0 | 0 | 0 |
| A. Weiß        | 0 | 0 | 0 | 0 |
| W. Wittemaier  | 1 | 0 | 0 | 0 |